# Asaf Jah I
Asaf Jah I Yamin us-Sultanat Rukn us-Sultanat Jumlat ul-Mulk Madar al-Maham Nizam ual-Mulk Nizam al-Daula Khan-i-Dauran, Nawab Mir Ghazi al-Din Khan Bahadur Fath Jang (Agra 20 d'agost de 1671 - Burhanpur 1 de juny de 1748) fou sipahsalar i nawab subadar del Dècan i des de 1724 nizam d'Hyderabad. El seu nom de naixement era Mir Kamar al-Din, i era fill de Farzand-i-Arjumand Nawab Ghazi al-Din Khan Bahadur Firuz Jang Sipahsalar i de Begum Sahiba (filla de Jumlat al-Mulk Nawab Saadullah Khan Bahadur).
Els seus primers nomenaments foren un mansab de 400 zats i 100 sowars el 1864, ampliat progressivament el 1691, 1697, 1698, 1699, 1700, 1702, 1705, 1707, 1708, i 1713. El 1685 va rebre el títol de kan elevat a kan bahadur el 1691 i Chin Kilij Khan el 1697. Va ser fawdjdar del Carnàtic del 1701 al 1705, de Bijapur del 1705 fins al 1706, raichur de Talikota del 1706 al 1707, de Firoznagar i Balkona el 1707, subahdar d'Oudh i fawdjdar de Gorakpur del desembre de 1707 a febrer de 1711. Va rebre el títol de Khan-i-Dauran Bahadur el 9 de desembre de 1707 i de Ghazi al-Din Khan Bahadur i Firuz Jang el 1712.
A la mort de l'emperador Bahadur Shah I (1712) es van produir lluites entre els seus fills; el gran Jahandar Shah semblava incapaç i l'exèrcit i la noblesa donava suport al fill segon Azim as-Shan; a la batalla que va seguir Azim as-Shan fou rebutjat i mort i Jahandar Shah va quedar com a emperador sense disputa. Un dels seus primers actes fou condemnar a mort a tots els prínceps mogols que li podien disputar el tron, però no va aconseguir atrapar-los a tots i entre els que es van escapar estava Farrukhsiyar, únic fill d'Azim as-Shan; la causa d'aquest príncep fou abraçada pel governador de Bihar, Sayyid Husain Ali. Els dos rivals es van trobar prop d'Agra el 28 de desembre de 1712 i l'1 de gener de 1713 Farrukhsiyar pujava al tron, donant càrrecs a tots els seus partidaris entre els quals Mir Kamar al-Din Chin Kilij Khan, un noble d'alt rang i brillant home d'estat que va rebre el títol de Khan-i-Khanan Nizam al-Mulk Fath Jang Asaf Jah, subadar del Dècan i fawjdar del Carnàtic el 12 de gener de 1713, càrrecs que va exercir fins a l'abril de 1715.
El virrei de Dècan, Zulfikar Khan, fou executat, i Sayyid Husain Ali nomenat virrei al seu lloc. L'emperador aviat es va penedir del nomenament i va intentar eliminar el virrei: primer va escriure a Daud Khan, l'administrador, al que va prometre el càrrec de virrei si eliminava al seu cap al Dècan quan aquest hi arribés; Daud era amic i client de Zulfikar, que havia estat executat i considerava lluitar contra Sayyid Husayn Ali com una venjança, de manera que va agafar posicions a Burhanpur, es va proclamar virrei i va esperar al virrei; quan aquest es va presentar es va lliurar batalla i quan Daud estava a punt de guanyar va morir per una bala perduda (1716).
Mir Kamar al-Din Chin Kilij Khan Nizam al-Mulk Asaf Jah fou nomenat fawjdar de Moradabad del 1717 al 1719 (i breument subadar de Patna el 1719). Sayyid Husayn Ali va iniciar una campanya contra els marathes però fou derrotat completament; llavors va unir les seves forces a les del seu germà Sayyid Abdullah Khan, wazir del Dècan, en contra de Farrukhsiyar, que seguia intentant desfer-se dels Sayyids. El desembre de 1718 els Sayyids van avançar cap a Delhi i l'emperador va haver d'accedir a les seves peticions que esdevenien més importants per moment, i finalment van obtenir la possessió de la ciutadella reial i el palau; el febrer de 1719 Farrukhsiyar fou deposat i dos mesos després executat per orde dels germans Sayyids que van posar al tron a Rafi al-Dawla, que va morir als pocs mesos i el va succeir el mateix 1719 Muhammad Shah de Delhi.
Aquest darrer, per eliminar els germans Sayyids es va aliar amb Asaf Jah i Saadat Khan (futurs fundadors de les nissagues d'Hyderabad i d'Oudh). Asaf Jah va veure l'oportunitat i va aixecar tropes i com que considerava que establir un control permanent a Delhi era complicat va decidir establir el seu poder al Dècan. Mir Kamar al-Din Chin Kilij Khan Nizam al-Mulk Asaf Jah va anar doncs al Dècan el 9 de maig de 1719 prenent possessió d'Asirgarh el mateix dia i de Burhanpur el 25 de maig de 1719; el 19 de juny de 1720 va derrotar les forces imperials dirigides per Sayyid Dilawar Ali Khan a Hasanpu, prop d'Handia i de fet es va erigir en sobirà independent, en veure confirmat l'endemà (20 de juny de 1720) les seves possessions al Dècan per un firman imperial, i va assolir el musnad a Burhanpur el 31 de juliol de 1720. L'octubre de 1720 Sayyid Husayn Ali fou assassinat i dos mesos després Abdulla Khan fou derrotat i fet presoner per les forces lleials a Muhammad Shah de Delhi; però el poder d'aquest estava en decadència.
El gener de 1722, Asaf Jah va arribar a Delhi per agafar el títol de wazir; el 8 de febrer de 1722 se li va concedir a Asaf Jah un mansab de 9000 zats i 9000 sowars i el títol de Lloctinent de l'Imperi com a Wakil-i-Mutlak. Asaf Jah va trobar la cort i l'estat completament desorganitza; l'emperador i els seus favorits es dedicaven als plaers i després d'uns mesos en què cadascun estava insatisfet amb l'altra, l'emperador va decidir enviar a Asaf Jah contra el governador rebel del Gujarat, i li va donar la suba de Gujarat; Asaf va retornar el 1723, encara reforçat per l'adquisició de la província sotmesa que va conservar fins al 1724.
L'octubre de 1723, no gaire després de la seva victòria, va dimitir com a wazir i contra les ordes rebudes va retornar al Dècan, el que fou considerat com una virtual declaració d'independència. L'emperador li havia donat el títol de lloctinent de l'imperi (el més alt que es podia donar), i havia acceptat la seva dimissió, però no havia aconseguit amb tot això eliminar l'hostilitat creixent del general contra ell. Va enviar ordes al governador de Khandesh, Mubariz Khan, per desposseir al virrei, i ocupar el seu lloc. Mubariz Khan va reunir un exèrcit i Asaf Jah va negociar durant mesos en els quals va intentar crear la sedició entre les tropes de Mubariz però finalment la batalla es va fer inevitable i Asaf Jah va obtenir una victòria decisiva (11 d'octubre de 1724) a Shakarkhelda (Fathkhelda) al Berar. Mubariz Khan fou totalment derrotat i mort i Asaf Jah va esdevenir independent (el cap de Mubariz fou enviat a la cort imperial) i el 7 de desembre d'aquell mateix any va establir la seva capital a Hyderabad. No obstant Asaf Jah I (segons el nom que va portar) mai va declarar formalment la independència i les seves monedes es van fer amb el nom de l'emperador fins al 1858.
Asaf Jah va dividir els seus dominis en tres parts: una privada coneguda com Sarf-i-Khas, un terç dedicada al manteniment del govern conegut com el territori del diwan, i l'altra terç repartit entre els nobles (jagirdars, zamindars, i deshmukhs), que pagaven compensacions al nizam pel dret de recaptar impostos als seus territoris. Els principals feus foren els estats Paigah, generals de l'exèrcit i segona família de l'estat. Tots els feus eren petits per impedir que cap arribés a tenir massa poder.
El 1725 va esclatar el conflicte amb els marathes quan el nizam va refusar el pagament del chauth (el quart) i el sardeshmukhi (un 10% addicional). La guerra oberta es va iniciar l'agost 1727 i va durar fins al març de 1728. El nizam fou derrotat a Palkhed prop de Daulatabad i pel tractat de Munji Shivagaon, el nizam va haver de reconèixer Chhatrapati Shahu com l'únic peshwa maratha, va haver de concedir el dret a recaptar el chauth i el sardeshmukhi al Dècan readmetent a tots els recaptadors expulsats, i pagar una compensació a Chhatrapati Shahu.
El 1738 Nadir Shah de Pèrsia va iniciar els seus atacs a l'Índia. El nizam va enviar les seves tropes a Karnal, on estava l'emperador mogol Muhammed Shah amb les seves forces per parar als perses. Però els perses van triomfar fàcilment per la seva superioritat en artilleria, tàctica i cavalleria. Després de la victòria Nadir va entrar a Delhi i la va saquejar. Asaf Jah, a petició de l'emperador, va negociar amb Nadir per aturar el saqueig. En endavant el poder imperial fou força nominal amb els diversos governadors locals exercint el verdader poder. El 26 de febrer de 1739 li foren conferits els títols d'Amir Al-Umara i de Bakshi Al-Mamaluk (Pagador General).
El març de 1742 els britànics de Fort Saint George a Madras, van enviar uns regals a Asaf Jah com a reconeixement del seu poder com a successor de l'Imperi Mogol. El nizam va respondre enviant un cavall i una joia. Va testar poc abans de morir a Burhanpur als 76 anys el 28 de maig o 1 de juny de 1748.
Es va casar amb una filla d'Azd al-Dawla Nawab Khwaja Muhammad Kamal Iwaz Khan Bahadur Qiswara Jang (que fou subadar de Berar); després es va casar amb Umda Begum Sahiba (+ 1775), i per tercera vegaga amb Said un-nisa Begum Sahiba (filla de Shaikh Najibullah Khan Wala Shahi de Gulbarga). Va tenir sis fills i set filles. Dels seus fills mascles quatre van arribar al tron, i una de les filles fou mare d'un altra nizam. El successor fou el fill segon Muhammad Nasir Jang Mir Ahmad, que al morir el seu pare es va apoderar del tresor i va obtenir el suport de l'exèrcit, assegurant haver aconseguit la renúncia del seu germà gran; l'altra pretendent principal fou Muzaffar Jang, fill de la filla preferida del nizam difunt, els drets del qual derivarien de testament.